# Alopecosa irinae
Alopecosa irinae är en spindelart som beskrevs av Lobanova 1978. Alopecosa irinae ingår i släktet Alopecosa och familjen vargspindlar. Inga underarter finns listade i Catalogue of Life.